# Изюмский шлях

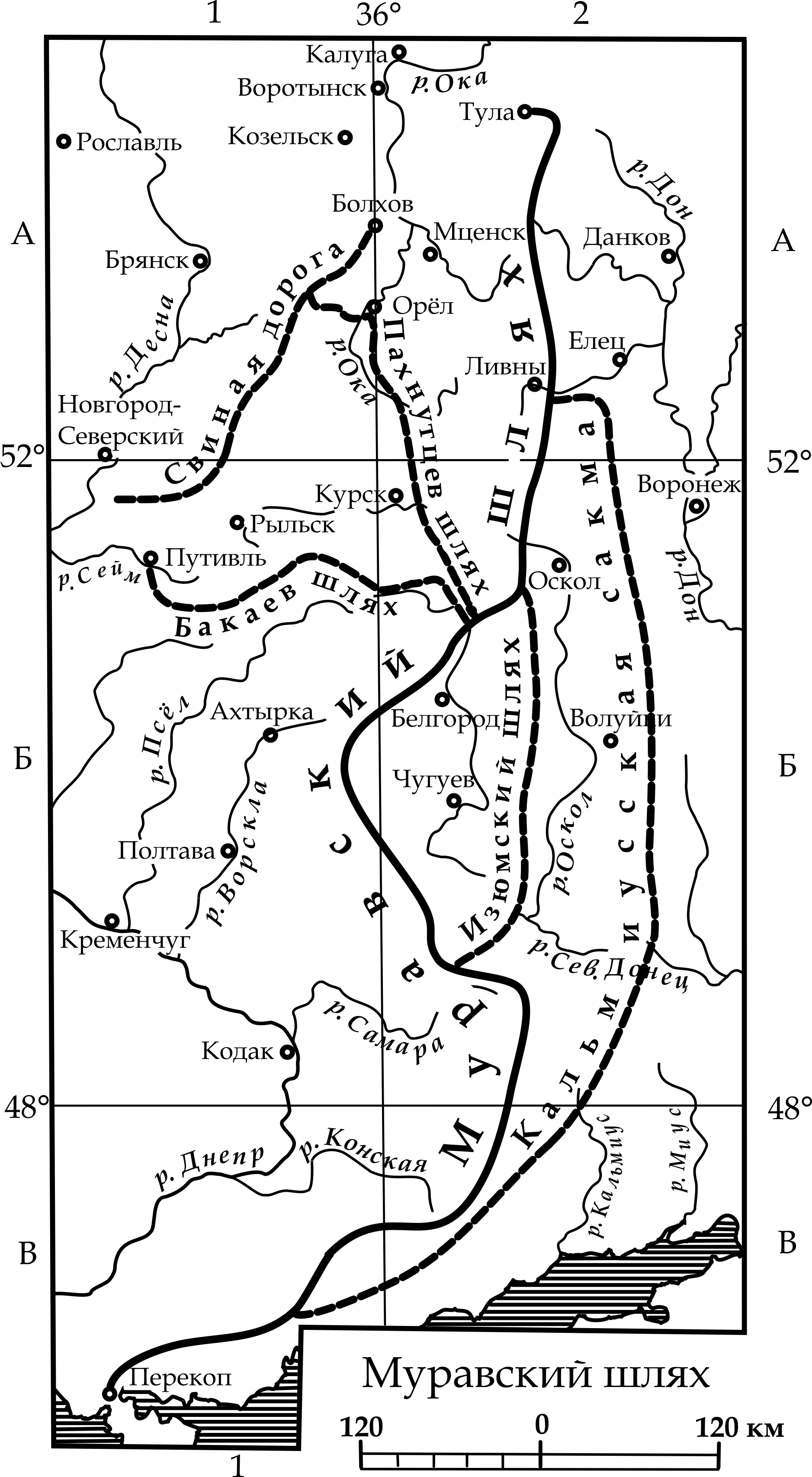
Изюмский шлях на примерной схеме шляхов центральной-южной Руси.

Изюмский шлях или Изюмская сакма — дорога (шлях, сакма), одно из ответвлений Муравского шляха, которым пользовались крымские татары для набегов на центрально-южную Русь в XVI—XVIII веках.
Назывался по городу Изюм.

## История
Изюмский шлях начинался у верховий реки Ораш (левый приток Днепра), где отделялся от Муравского шляха, пересекал по Изюмскому броду Северский Донец и в междуречье верховьев Псла, Ворсклы, Северского Донца и Оскола вновь сливался с Муравским шляхом.
В 1681 году близ переправы через Северский Донец была построена Изюмская крепость. Впоследствии Изюмский шлях потерял своё военное значение.

## Интересные факты
В комедии М. А. Булгакова «Иван Васильевич» и в фильме Л. И. Гайдая «Иван Васильевич меняет профессию» крымского хана выбивают именно с Изюмского шляха.